# Augustin (Lavant)
Augustin († 22. Mai 1392 in Venzone) war Bischof von Lavant.
Augustin war zunächst Prior des Augustinerklosters in Brünn und mit dem späteren Patriarchen von Aquileja Johann Sobieslaus befreundet. Dieser bestellte ihn am 7. März 1387 zum Bischof von Concordia, die Bestätigung durch Papst Urban VI. erfolgte am 7. März 1389. 1387 schloss Bischof Augustin einen Vertrag mit Venedig ab.
Im Jahr 1390 providierte Papst Bonifaz IX. Bischof Augustin mit dem Bistum Lavant, doch gelangte er nicht in dessen Besitz, da er als Beauftragter des Patriarchen in zahlreiche Auseinandersetzungen mit dem örtlichen Adel verwickelt war. Am 22. Mai 1392 wurde er in Venzone aus Rache ermordet und dort beigesetzt.